# František Bodnár
František Bodnár, též Ferenc Bodnár (* 4. listopadu 1931), byl slovenský a československý politik Komunistické strany Slovenska maďarské národnosti a poúnorový poslanec Národního shromáždění ČSSR a Sněmovny lidu Federálního shromáždění.

## Biografie
Ve volbách roku 1964 byl zvolen za KSS do Národního shromáždění ČSSR za Východoslovenský kraj. V Národním shromáždění zasedal až do konce volebního období parlamentu v roce 1968. Patřil mezi 10 etnických Maďarů zvolených v roce 1964 do Národního shromáždění.
K roku 1968 se profesně uvádí jako předseda JZD z obvodu Moldava nad Bodvou.
Po federalizaci Československa usedl roku 1969 do Sněmovny lidu Federálního shromáždění (volební obvod Moldava nad Bodvou), kde setrval do konce volebního období, tedy do voleb v roce 1971.